# Glochidion peltiferum
Glochidion peltiferum là một loài thực vật có hoa trong họ Diệp hạ châu. Loài này được S.Moore mô tả khoa học đầu tiên năm 1925.